# Cellaria granulata
Cellaria granulata är en mossdjursart som beskrevs av Canu och Bassler 1929. Cellaria granulata ingår i släktet Cellaria och familjen Cellariidae. Inga underarter finns listade i Catalogue of Life.